# Haciendas de Tizayuca
Haciendas de Tizayuca, es una localidad de México, ubicado en el municipio de Tizayuca, en el estado de Hidalgo. Se ubica en valle de Tizayuca, y pertenece a la Zona Metropolitana del Valle de México.

## Historia
La localidad se reconoció oficialmente el 15 de abril de 2008.

## Geografía
Le corresponden las coordenadas geográficas 19° 52’ 26.816” de latitud norte y 98° 57’ 34.494” de longitud oeste, con una altitud de 2303 m s. n. m. En cuanto a fisiografía se encuentra dentro de la provincia del Eje Neovolcanico, dentro de la subprovincia de Lagos y volcanes de Anáhuac; su terreno es de valle y llanura. En lo que respecta a la hidrografía se encuentra posicionado en la región del Pánuco, dentro de la cuenca del río Moctezuma, en la subcuenca de río Tezontepec. Cuenta con un clima Semiseco templado.

## Demografía
En 2020 registró una población de 26 122 personas, lo que corresponde al 15.52 % de la población municipal. De los cuales 12 686 son hombres y 13 436 son mujeres. Tiene 7233 viviendas particulares habitadas.
| Gráfica de evolución demográfica de Haciendas de Tizayuca entre 2010 y 2020                  |
|                                                                                              |
| Población de los censos y conteos del Instituto Nacional de Estadística y Geografía (INEGI). |